# Browar w Elblągu
Browar w Elblągu — польське пивоварне підприємство, розташоване в місті Ельблонг. Належить концерну «Grupa Żywiec».

## Історія
Завод заснований у 1872 році як «Elbinger Aktien-Brauerei» («Towarzystwo Akcyjne Browar Elbląski»). У 1880 році пивоварня перейшла до компанії «Brauerei Englisch Brunnen», яка виробляла пиво під такою назвою в Ельблонзі до 1945 року. У передвоєнний період завод став значним виробником пива у Німеччині і з 1900 року був офіційним постачальником пива для двору імператора Вільгельма II Гогенцоллерна.
У 1916 році компанія придбала пивоварний завод в Мальборку («Ordensbrauerei Marienburg»), 1918 році — 2 пивоварних заводи у Гданську («Alte Brauerei E. Rodenacker Danziger») і («Brauerei Paul Fischer»), і броварні в Любаві («Bartnikowski & Eschholz») та Квідзині (Brauerei und Malzfabrik Hammermühle).
Після 1918 року пивоварня переживала фінансові труднощі. У 1920-х роках крім пива випускала безалкогольні  напої. За Третього рейху стала великим виробничим заводом, в якому працювало близько 200 працівників і щорічно виробляла близько 90 000 гектолітрів пива. Під час Другої світової війни значна частина виробництва пивоварного заводу була призначена для потреб армії.
У 1945 році пивоварня зруйнована, однак швидко відновлена і відновила виробництво у 1946 році. За часів Польської Народної Республіки входила до складу пивоварної компанії «Elbląg». У 1991 році приватизована, після чого реорганізована в «Elbrewery Company Limited», основним акціонером якої була австралійська компанія «Brewpole Pty Ltd».
У 1990-х роках пивоварня в Ельблонзі модернізована. Її виробнича потужність у 1996 році становила 2 мільйони гектолітрів пива на рік.
У 1998 році «Brewpole» продала свою частку акцій «Elbrewery Company Limited» нідерландському концерну «Heineken N.V.», в результаті чого пивоварня в Ельблогу у 1999 році ввійшла до пивоварної групи «Grupa Żywiec».